# 1943 في بوليفيا
فيما يلي قوائم الأحداث التي وقعت خلال عام 1943 في بوليفيا.

## سياسة

### تعيين في المنصب
- 20 ديسمبر – غوالبيرتو فيلارويل قائمة رؤساء بوليفيا.

## مواليد

### يونيو
- 22 يونيو – أندريس نيومان منتج مسرحي بوليفي.

## وفيات

### أكتوبر
- 3 أكتوبر – كارلوس بلانكو غاليندو (مواليد 1882) سياسي بوليفي.